# دومنیکو فتی
دومنیکو فتی (ایتالیایی: Domenico Fetti؛ حدود ۱۵۸۹ – ۱۶۲۳) نقاش سبک باروک اهل ایتالیا بود که عمدتاً در رم، منتووا و ونیز فعالیت می‌کرد.

## نگارخانه

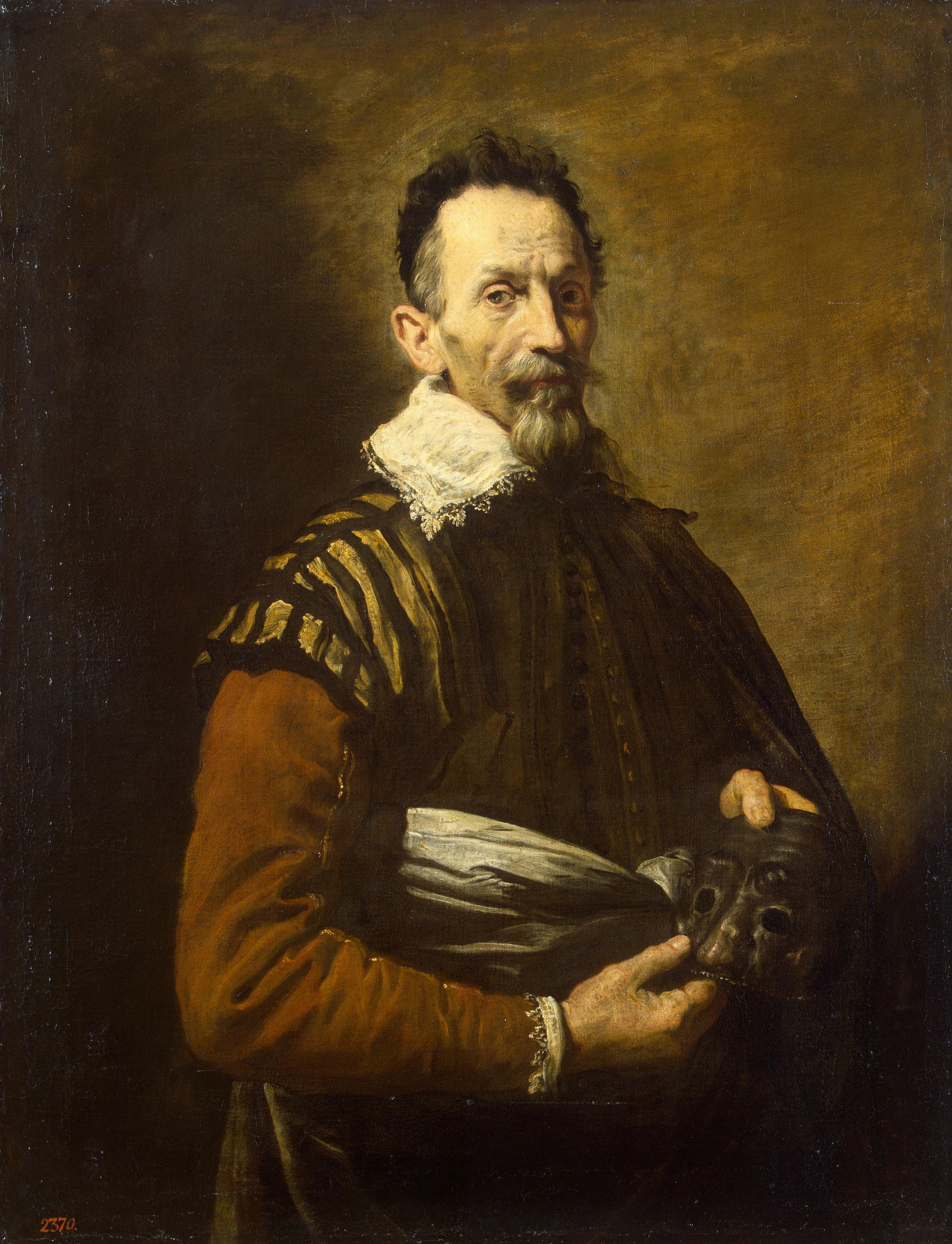
(حدود ۱۶۲۱–۱۶۲۲)
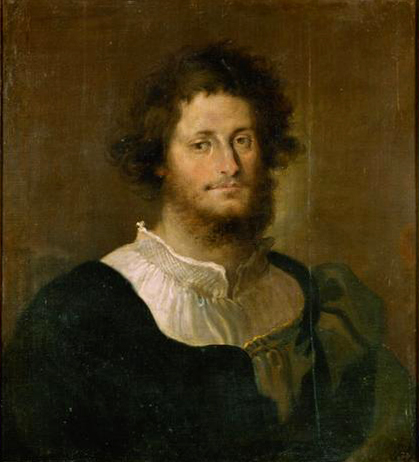
(حدود ۱۶۲۰)
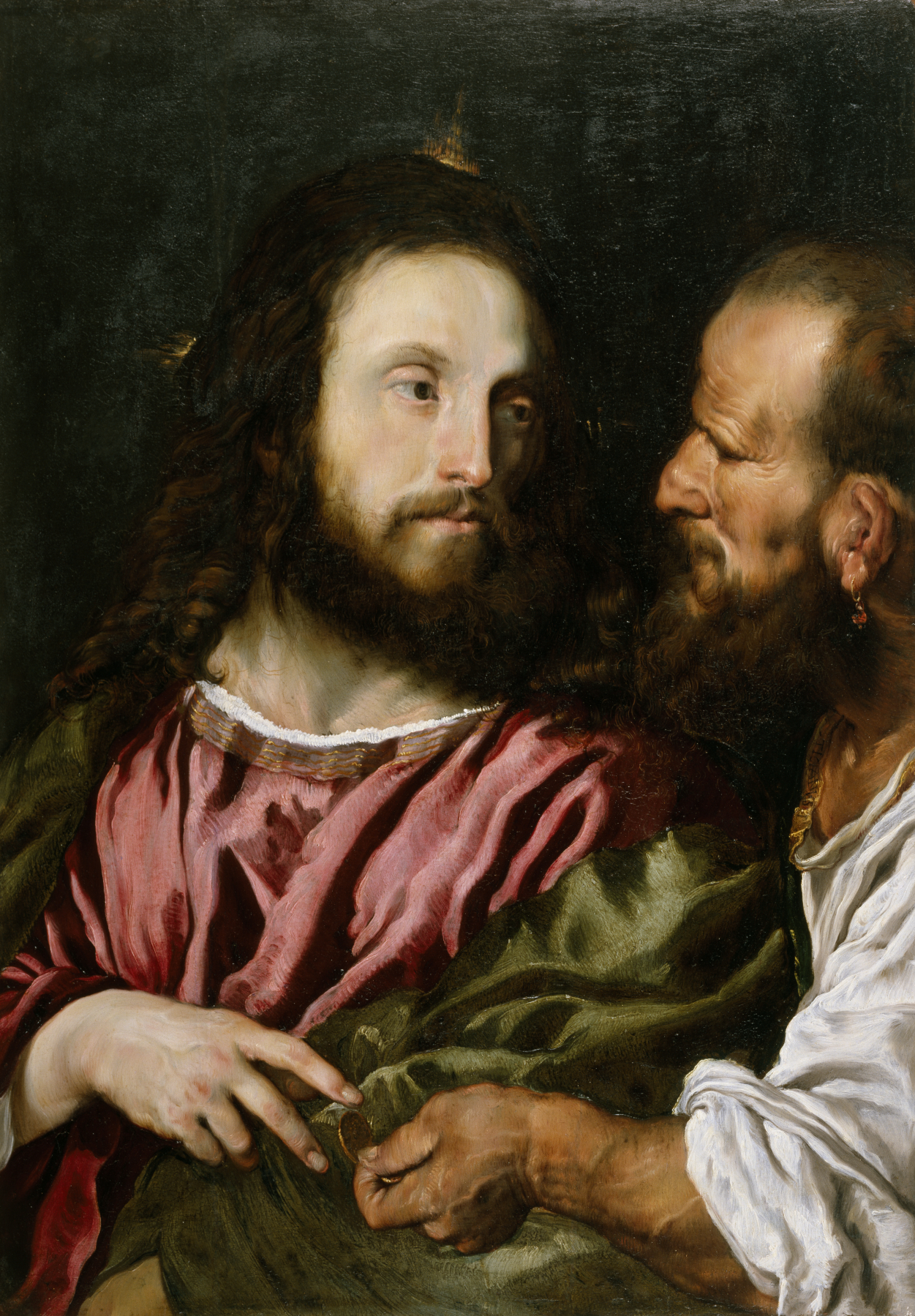
(حدود ۱۶۱۸–۱۶۲۰)
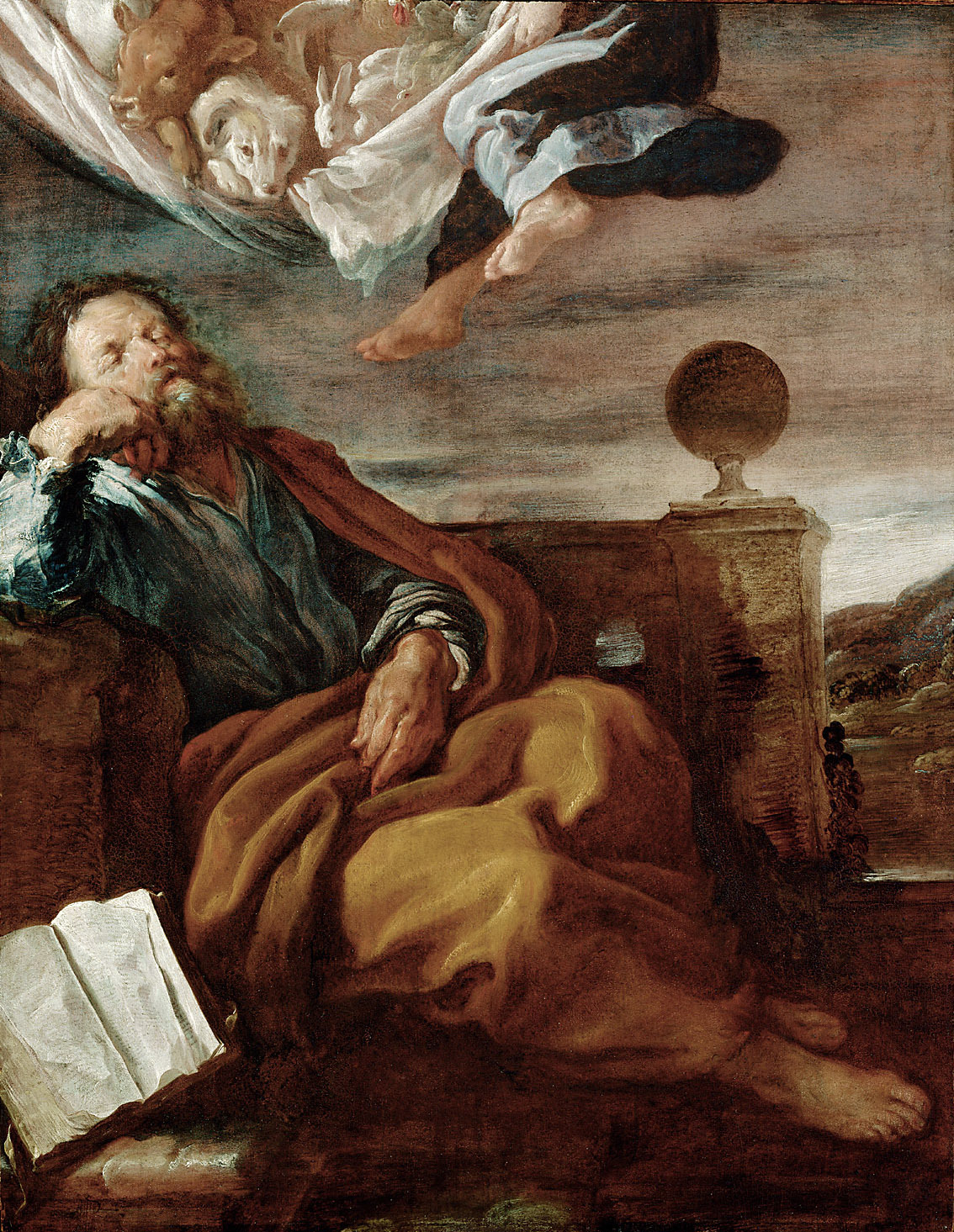
(حدود ۱۶۱۹)
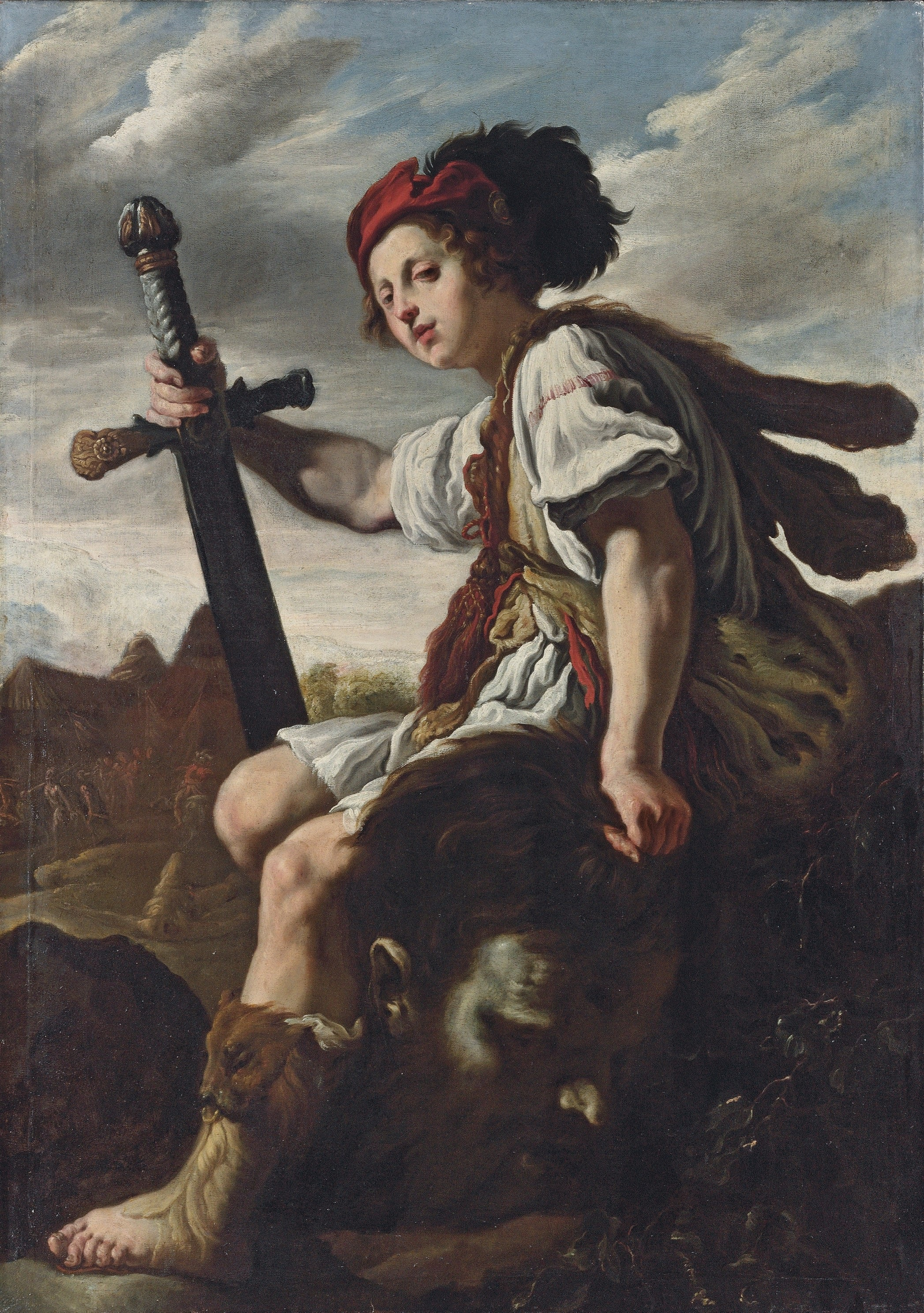
(حدود ۱۶۱۰–۱۶۲۰)
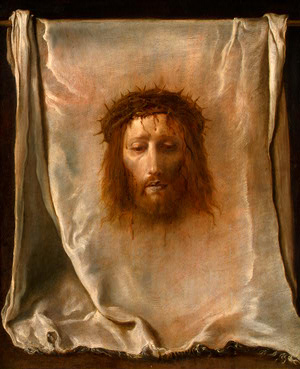
(۱۶۱۸ یا ۱۶۲۲)
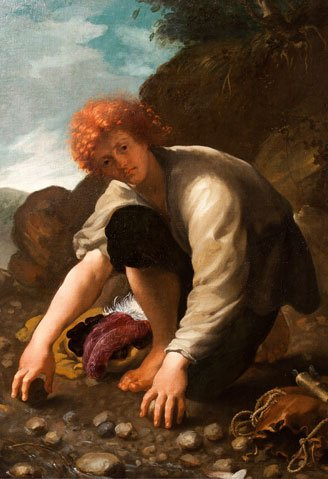
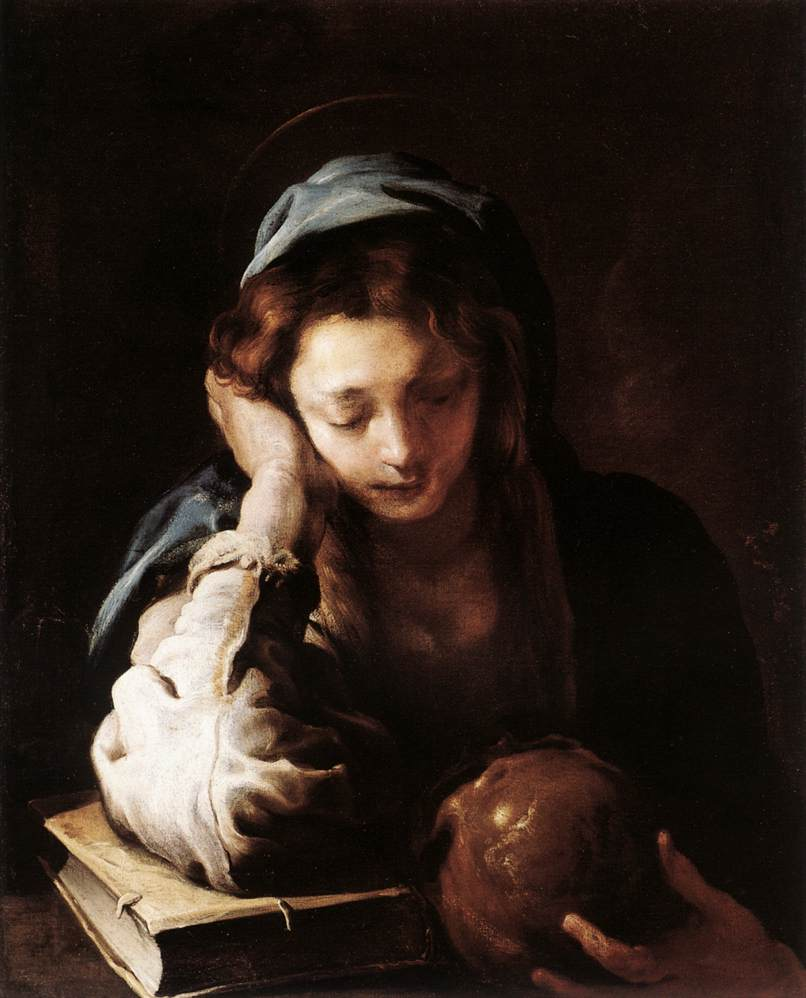
(حدود ۱۶۱۷–۱۶۲۱)